# Slavice (zámek)
Slavický zámek stojí na jižním konci Slavic, jež spadají pod obec Horní Kozolupy v okresu Tachov. Od 19. prosince 1991 je objekt kulturní památkou.

## Historie
Do 18. století ve vsi neexistovalo žádné panské sídlo. Až Sinzendorfové, kterým Slavice patřily do roku 1793, se rozhodli přestavět ovčín na barokní zámek, jenž se stal sídlem vrchnostenské správy. Další majitelé vyjma rodu Kinských už nebyli šlechtického původu. Jednalo se například o židovské podnikatele Wilhelma a Rudolfa Kubinzké. Rudolfova žena Hildegarda Streerová ze Streeruwitz nechala zámek ve 20. letech 20. století přestavět v duchu historismu. Roku 1945 byl rodině objekt zkonfiskován. V době socialismu byl zámek ve správě Státního statku Bezdružice, jenž nechal interiéry přeměnit na bytové jednotky. Současní majitelé chtějí na zámku vybudovat hotel s restaurací v budově špýcharu.
V roce 2004 si zámek zahrál ve filmu Mistři.

## Popis
Jednopatrový zámek stojí na obdélníkovém půdorysu. Nádvorní (západní) průčelí zdobí oválná věž s cimbuřím; na východním je dvojvěží se zahradní lodžií s arkádami. Severní část budovy je podsklepena. Přízemní prostory jsou zaklenuty, prostory v patře jsou plochostropé. Na zámku se nacházely cenné sbírky, jež byly převezeny na jiné památkové objekty. Podlahy a stropy v interiéru se propadly.
K zámecké budově náleží i špýchar, jehož středová fasáda, členěná vysokým řádem mělkých arkád, je pětiosá. Přístavky jsou o čtyřech osách.

## Galerie

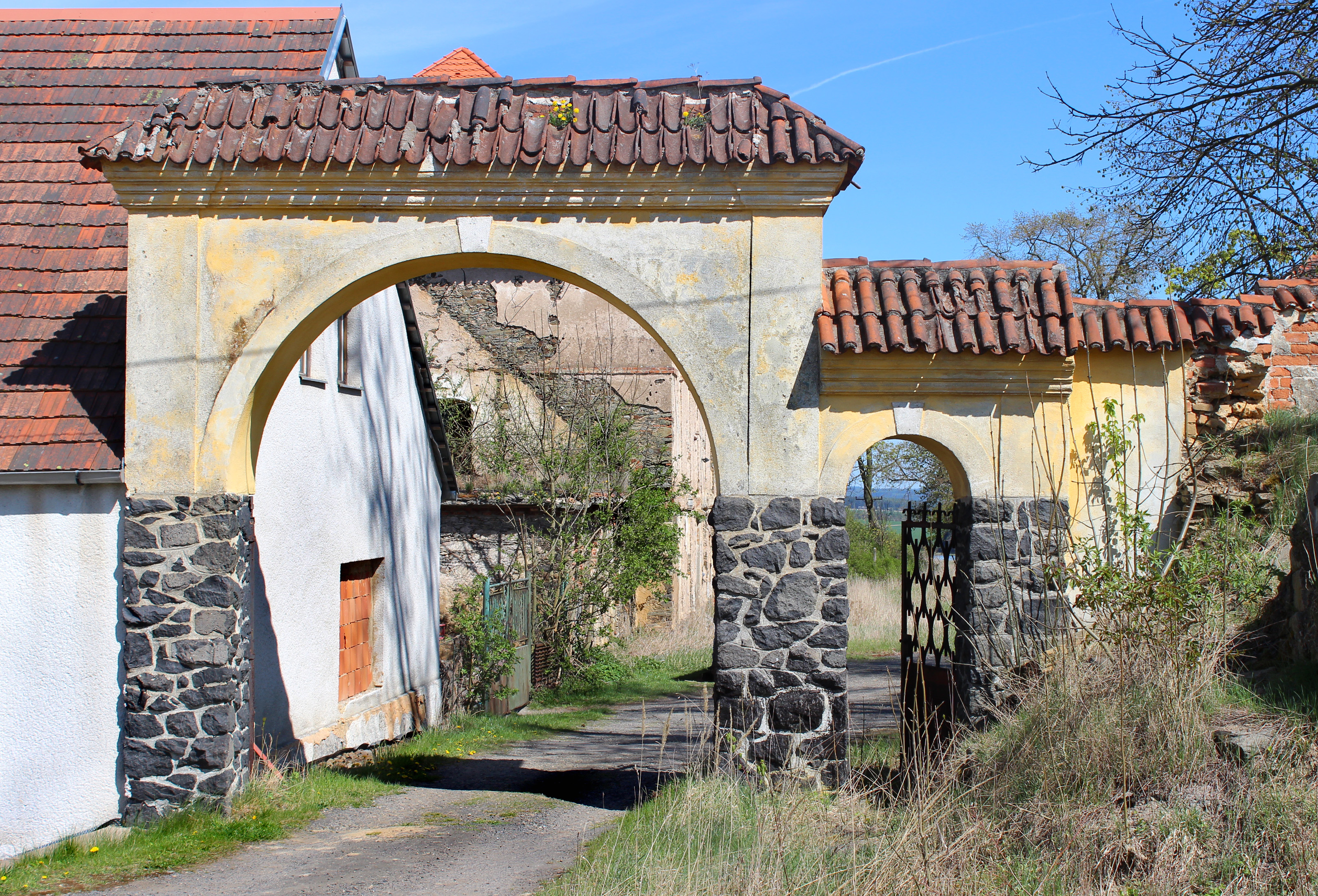
Brána do areálu
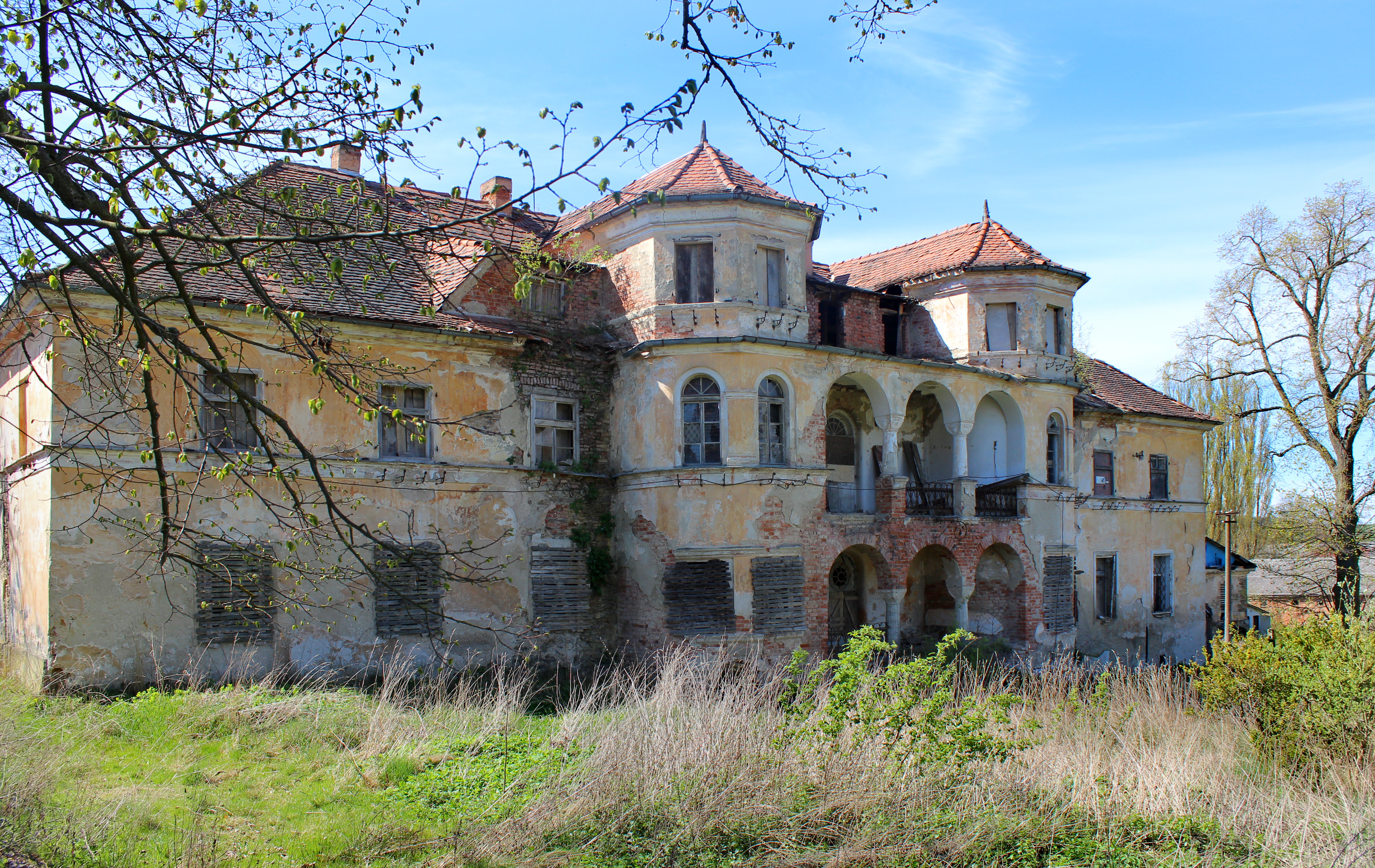
Východní průčelí s lodžií
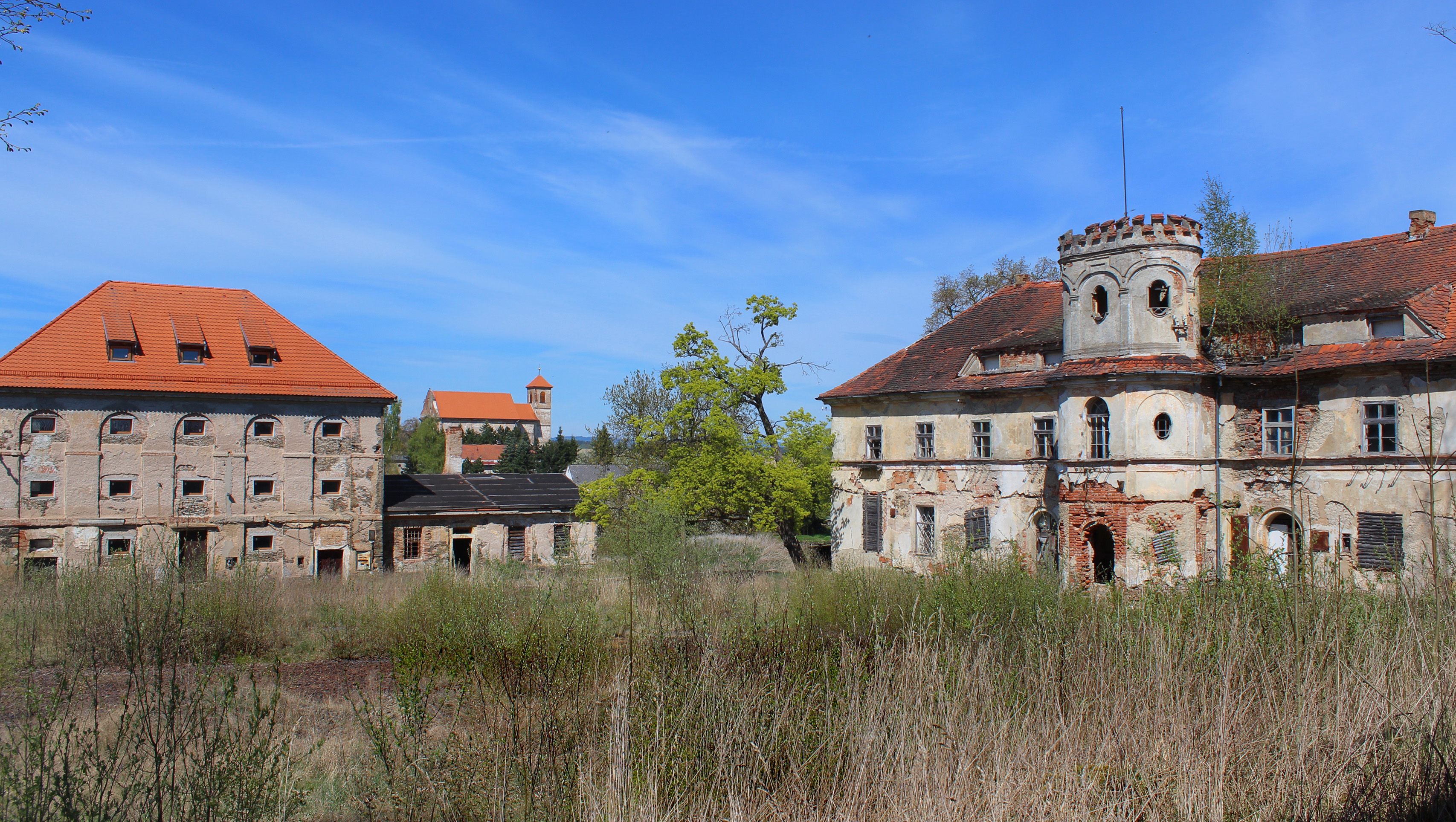
Pohled na dvůr se sýpkou (vlevo)
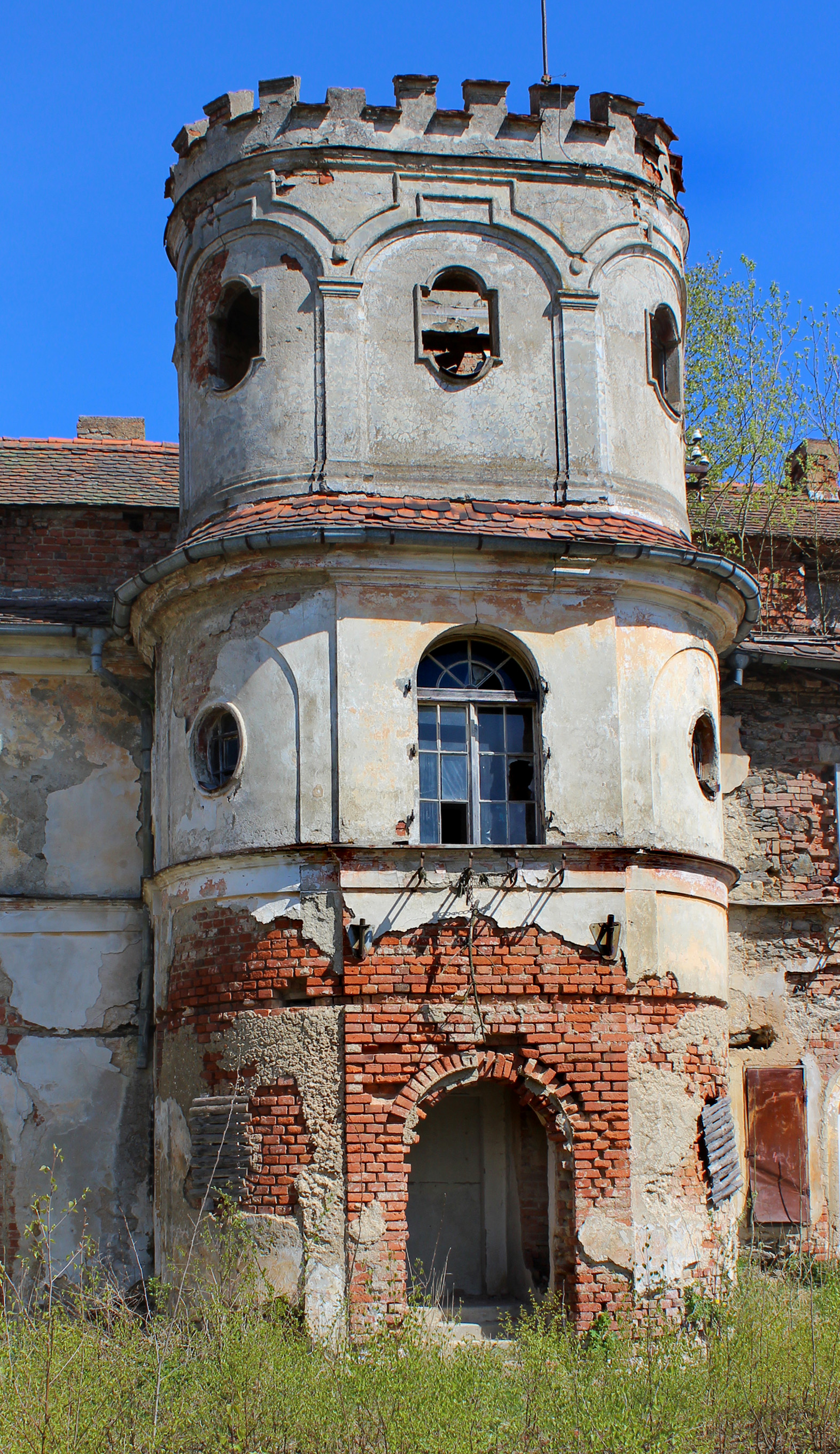
Detail věže na západním průčelí